# Donja Poljana
Donja Poljana es una localidad de Croacia situada en el municipio de Varaždinske Toplice, en el condado de Varaždin. Según el censo de 2021, tiene una población de 365 habitantes.

## Demografía
| Gráfica de población de Donja Poljana 1857-2021                    |
|                                                                    |
| Según los censos de población de la Oficina de Estadísticas Croata |